# Дитячий табір

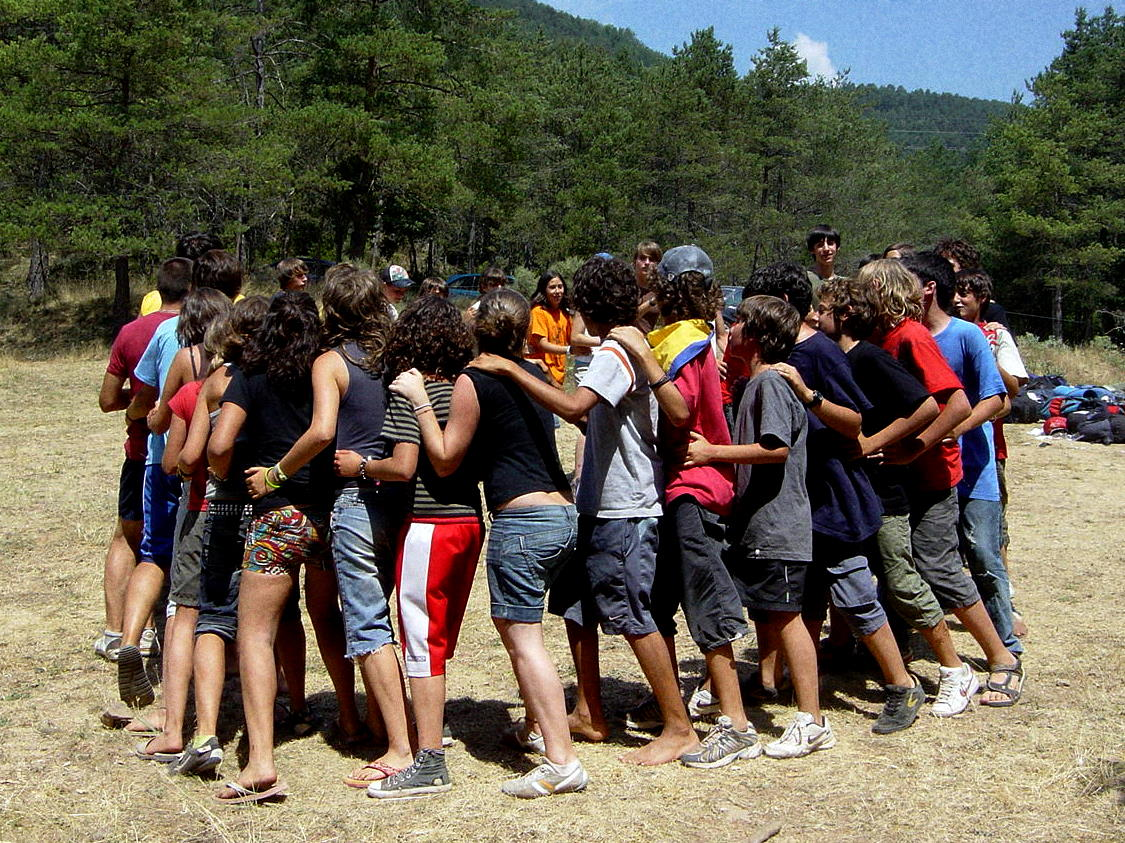
Літній табір у Каталонії, 2007

Дитячий табір — заклад дитячого дозвілля (оздоровлення і відпочинку), що надає комплекс освітніх, оздоровчих та інших послуг.
Дитячі табори призначені для оздоровлення, відпочинку, навчання і розвитку дітей.
В Україні ведеться Державний реєстр дитячих закладів оздоровлення та відпочинку. Вони підлягають контролю з боку держави.

## Види дитячих таборів

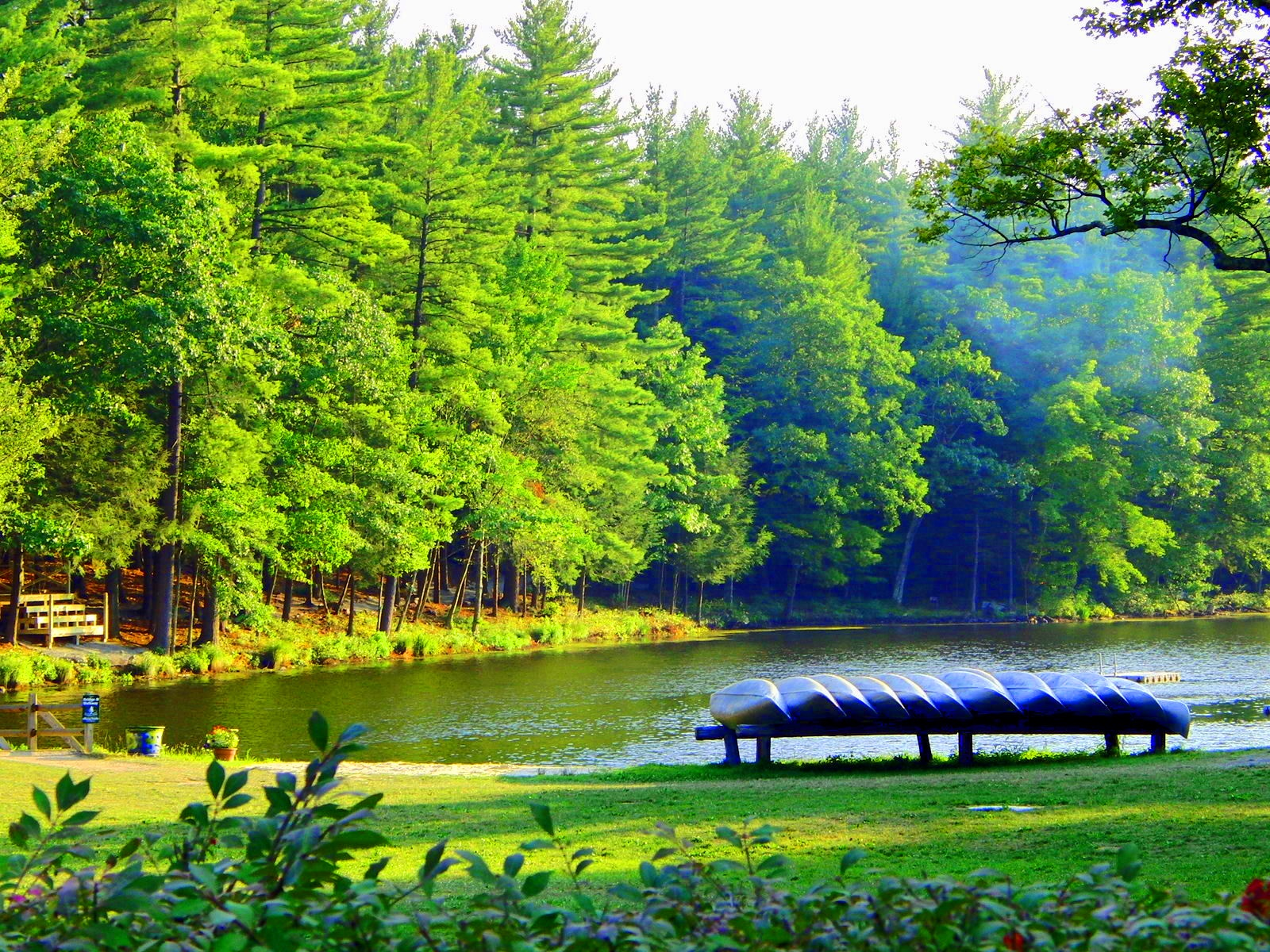
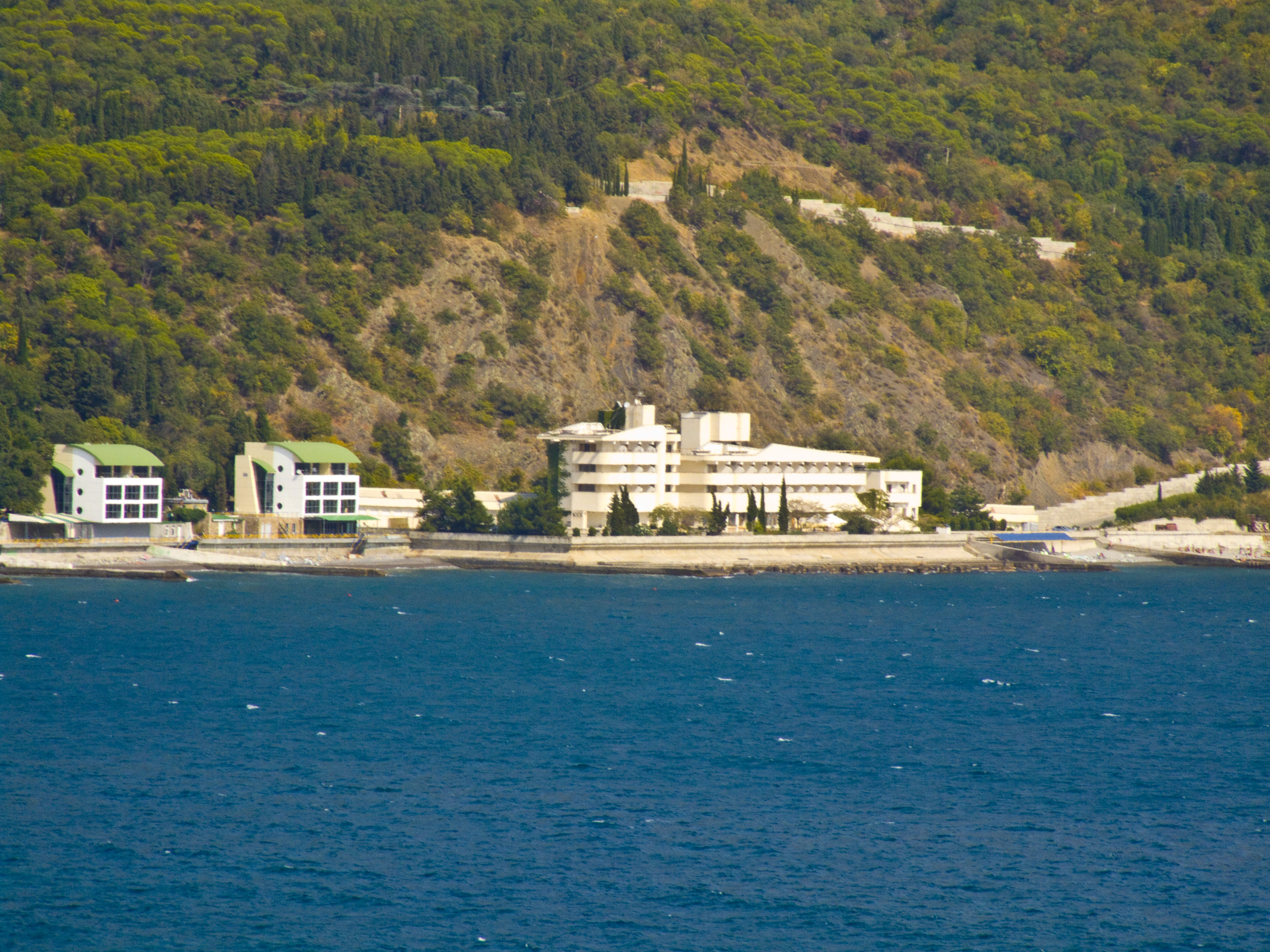
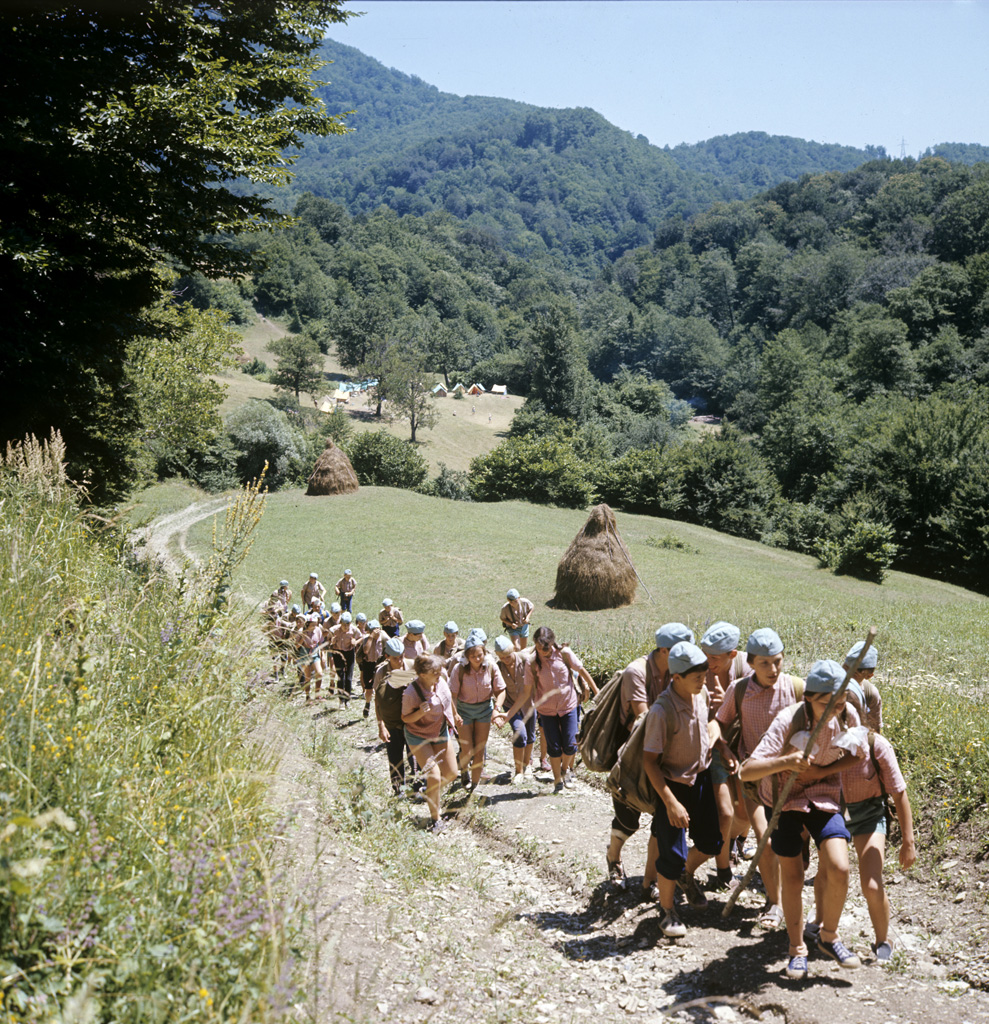
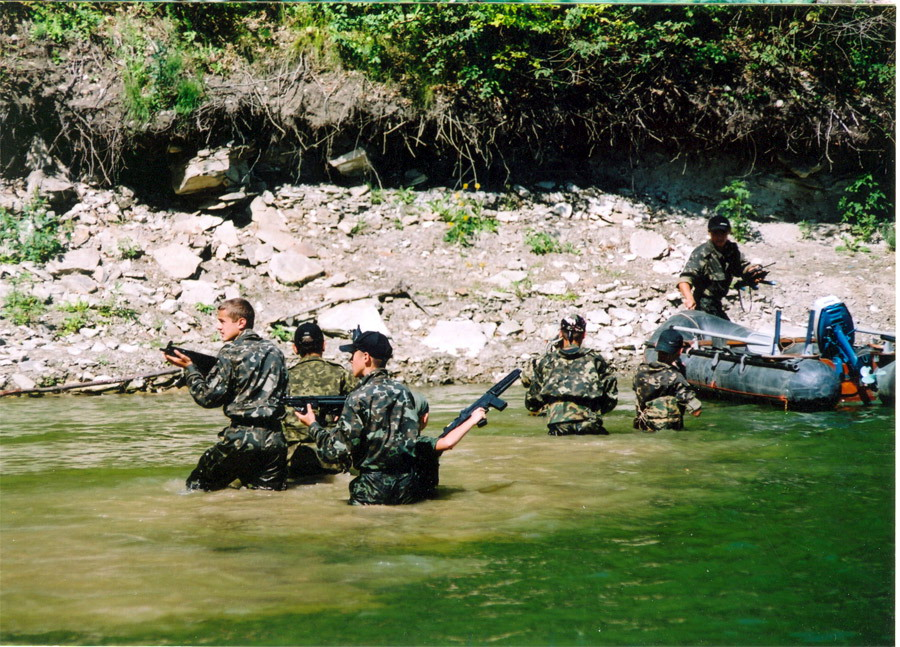

Дитячі табори можна класифікувати за багатьма ознаками:
- державні / комунальні / приватні;
- оформлені як юридична особа / не оформлені;
- позаміські / міські;
- літні / зимові / весняні / осінні / цілорічні;
- з денним / цілодобовим перебуванням;
- орієнтовані на дітей з особливими потребами;
- орієнтовані на дітей або підлітків певного віку;
- за тематикою.

Тематика дитячих таборів досить розгалужена: релігійний, мовний, туристичний, мистецький, наметовий, оздоровчий, спортивний, санаторний, патріотичного виховання, та багато інших.
За кордоном працюють табори (англ. Camp) з такою специфікою як Академія фільмів (Швейцарія)  [Архівовано 29 червня 2014 у Wayback Machine.], Єврокосмічний центр (Бельгія) , Табір археологів (Ірландія)  [Архівовано 29 травня 2013 у Wayback Machine.],
Літній табір поні (Англія)  [Архівовано 24 грудня 2012 у Wayback Machine.].

## Дозвілля в дитячому таборі
Для розміщення дитини в таборі батькам потрібно придбати путівку, узяти медичну довідку встановленого зразка та супроводити дитину до табору.
Відпочинкова зміна триває не менше 14 днів, а оздоровча зміна — не менше 21 дня.
Типові вимоги до дітей
- Дотримуватись режиму дня табору і загальних санітарно-гігієнічних норм (умиватися, причісуватися, приймати душ, одягатися по погоді і так далі);
- Відвідувати навчальні заняття відповідно до розкладу;
- Не виходити за територію табору, не відходити далеко від групи;
- Повідомляти вожатого або адміністратора про місце свого перебування в позаурочний час;
- Не відвідувати без нагляду вожатого басейн, прибережну зону та не заходити в море;
- Під час відбою не порушувати спокій інших жителів табору (не шуміти, не покидати межі кімнати);
- Здати цінні речі та документи на збереження адміністрації табору;
- Виконувати вимоги вожатих, викладачів та персоналу табору;
- У разі виникнення будь-яких проблем чи поганого самопочуття негайно повідомити вожатого;
- Знаходитись у номері після відбою;
- Гідно поводитися під час проведення уроків;
- Під час екскурсій і виходу групи за межі табору дотримуватись правил поведінки в суспільних місцях (не заважати навколишнім своїми вчинками та діями, не шуміти, не відставати й не затримувати групу);
- Шанобливо ставитись до дітей і дорослих, що перебувають на території табору. Заборонені обра́зи, бійки і нецензурні вирази;
- Дбайливо ставитися до майна;
- Берегти зелені насадження, дотримуватись чистоти;
- Дотримуватись правил протипожежної безпеки.

Типові заборони
- паління;
- спиртні і енергетичні напої (включаючи пиво);
- наркотики;
- принижувати, ображати, глузувати з людей інших віросповідань, кольору шкіри, національності, матеріального достатку, віку;
- піддавати небезпеці своє життя та життя інших людей[3].

### Програма табору

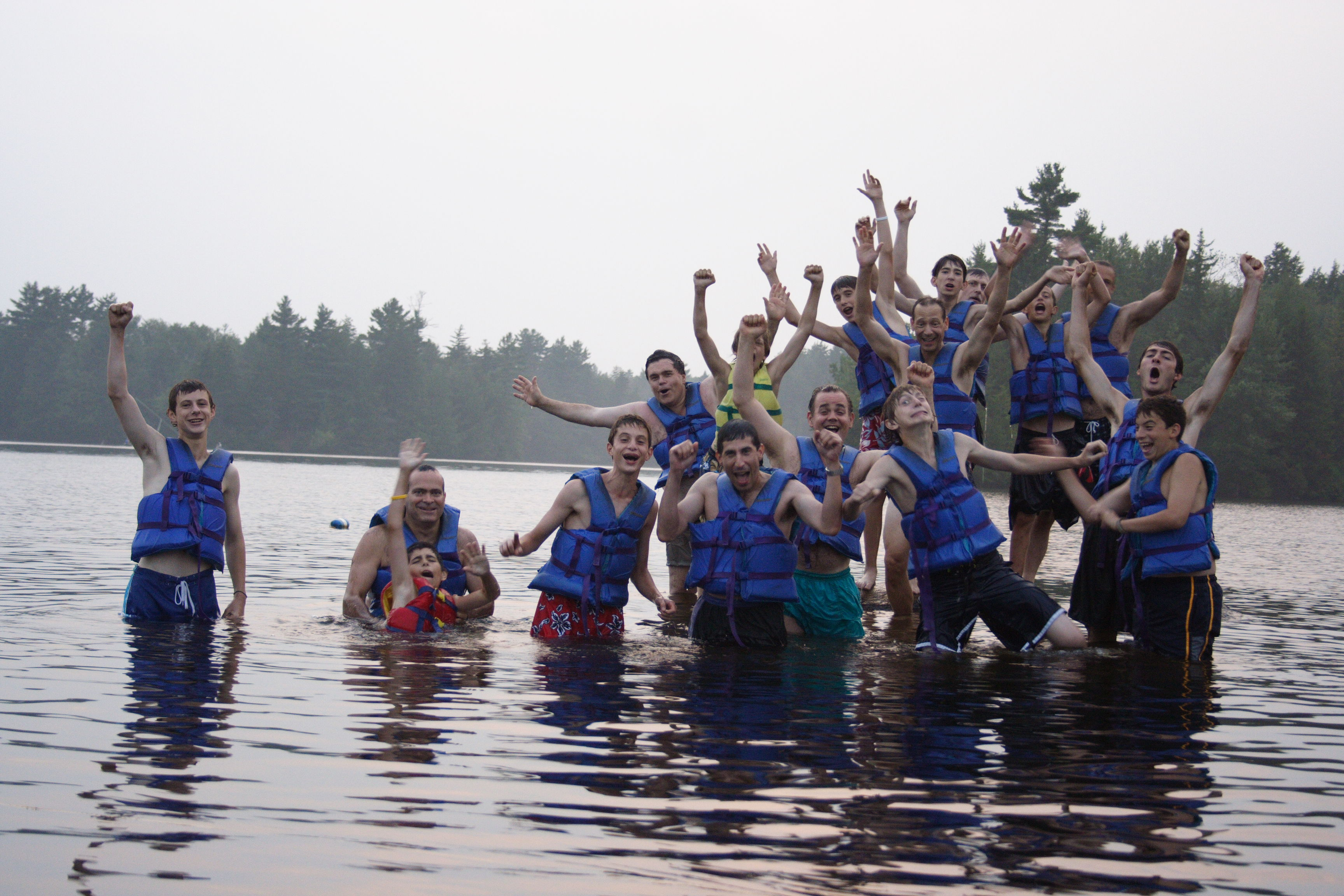
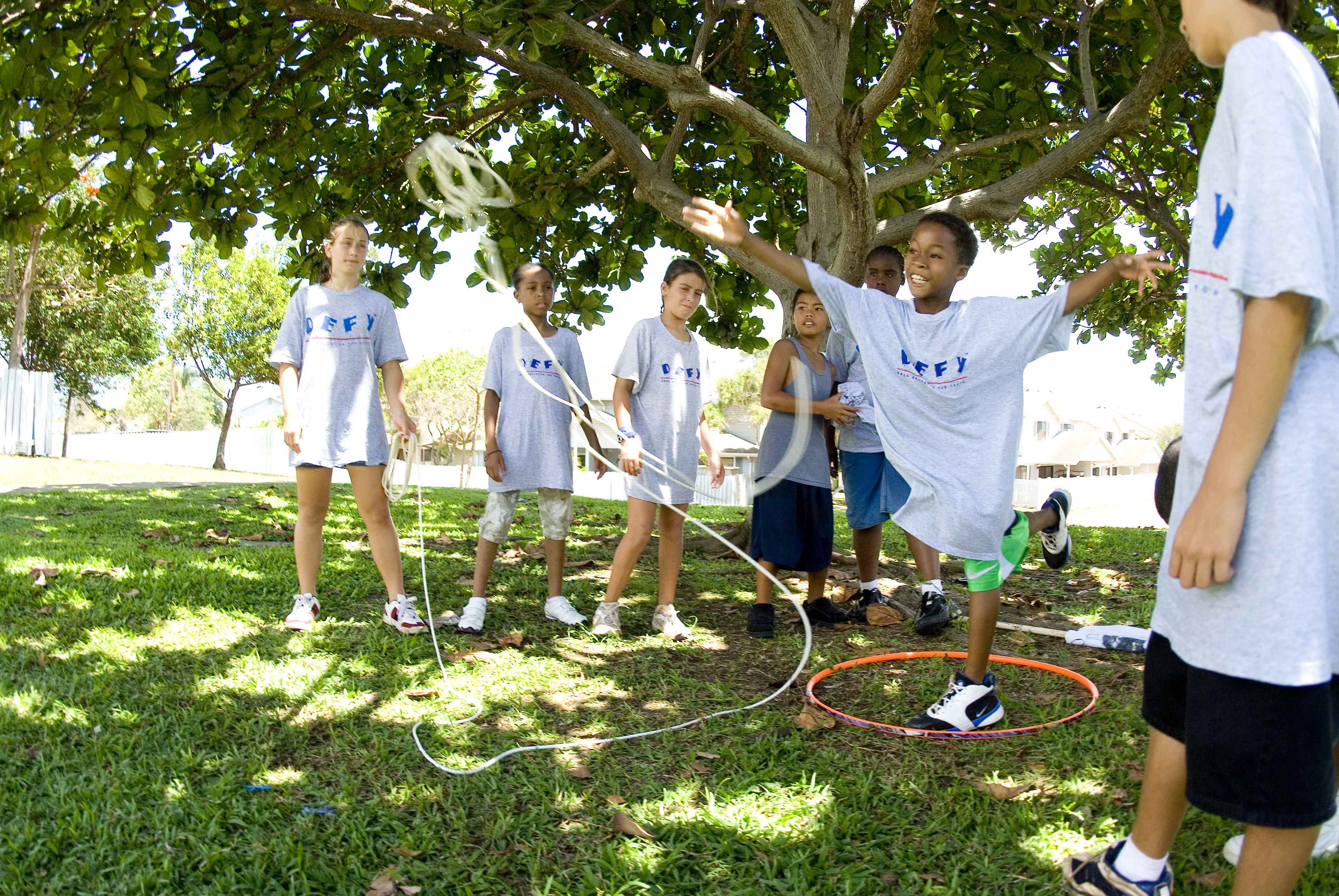
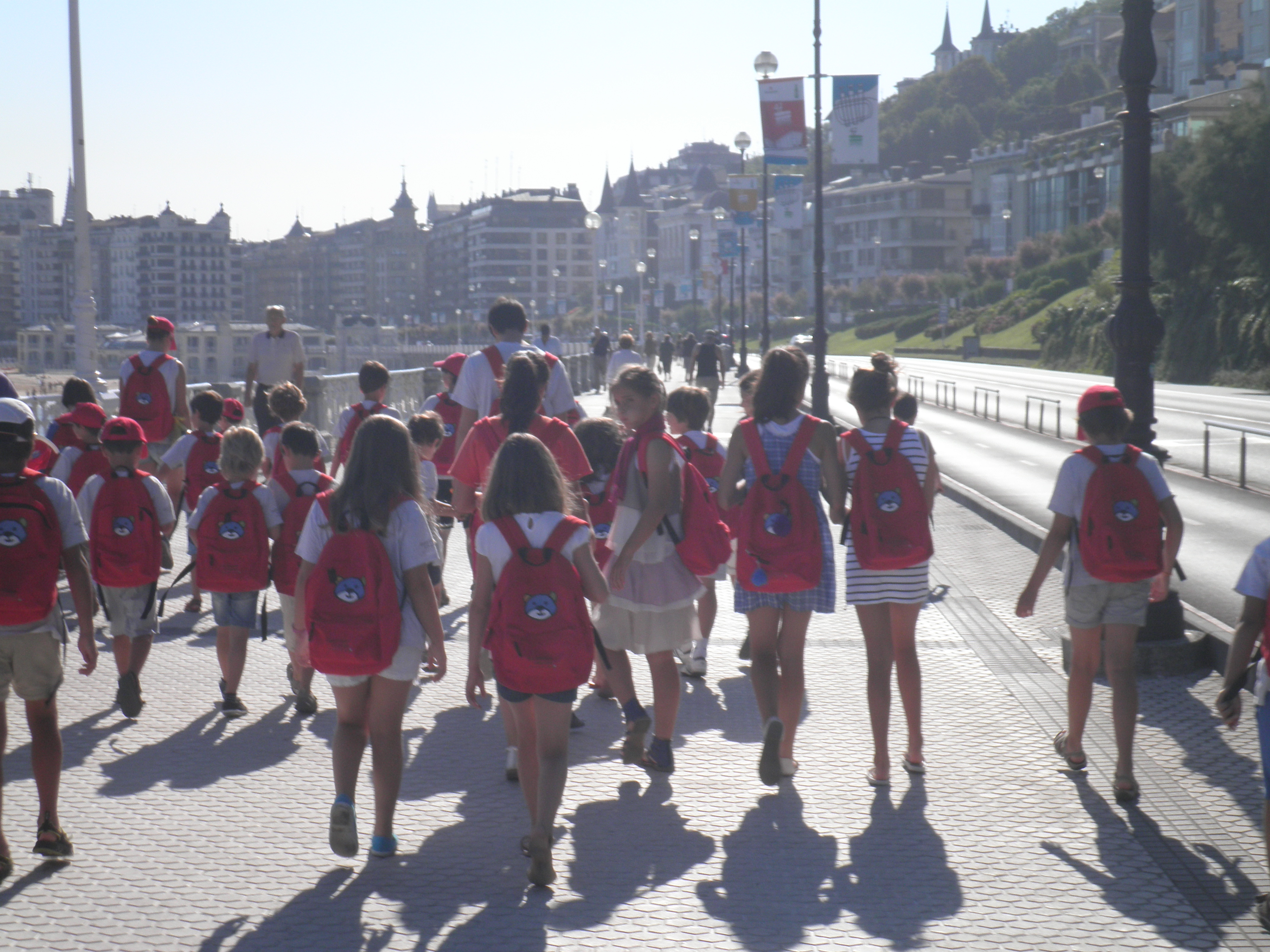
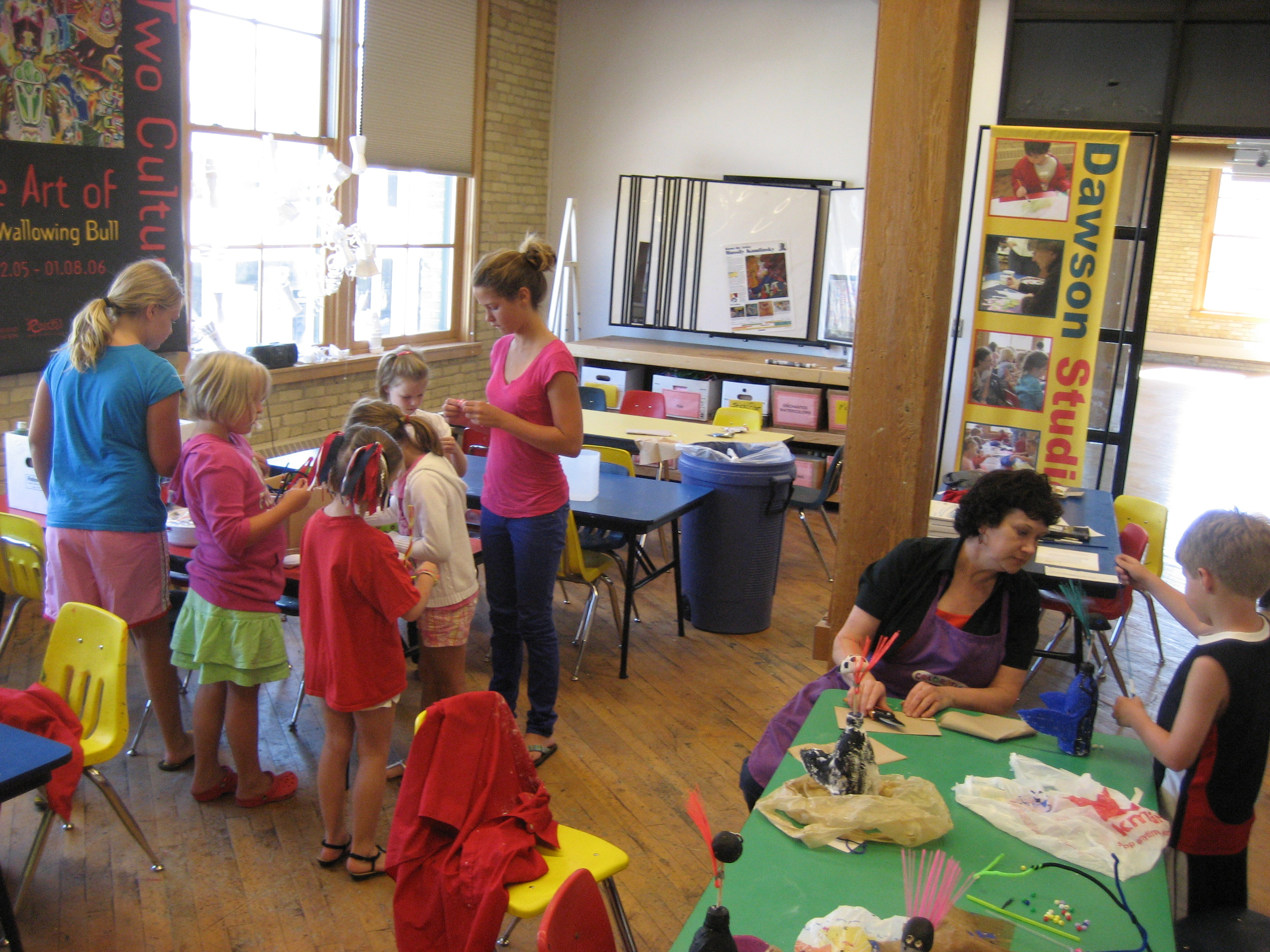
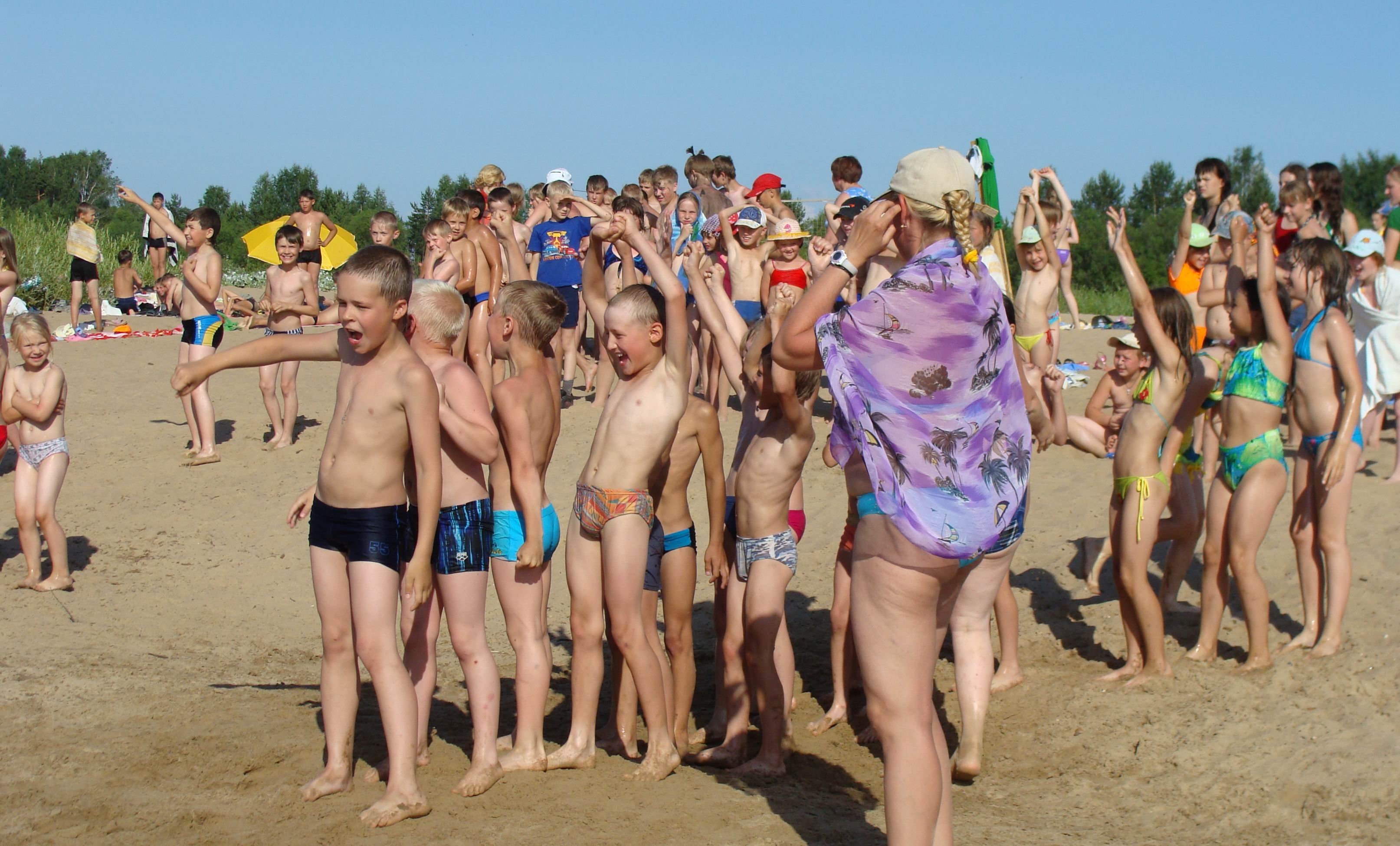

Особливу увагу в сучасних таборах приділяють завданню «відірвати дитину від комп'ютера».
Розважальна програма: конкурси, дискотеки, театралізовані свята.
Спортивна програма: ігри та змагання;
Пізнавальна програма: екскурсії;
Творча програма: гуртки.
Щоденний розклад табору може включати такі елементи:
1. підйом, шикування біля корпусів на ранкову гімнастику;
2. водні процедури;
3. ранковий збір;
4. сніданок;
5. таборова програма (робота гуртків, екскурсії, походи, творчі години);
6. підготовка до обіду;
7. обід;
8. тиха година;
9. підвечірок;
10. загальнотаборові заходи, гуртки;
11. підготовка до вечері;
12. вечеря;
13. загальнотаборові заходи;
14. відбій[6].

Актівіті (ігрові заняття)
Приклади: боулінг, тетербол, бадмінтон, баскетбол, велосипед, веслування та катання на човні, волейбол та водний волейбол, гурток журналіста, дартс, драматичний гурток, квадроцикл, кемпінг, кінний спорт, клуб справжніх леді/джентльменів, музичний клас, орієнтування, пінг-понг, риболовля, ролики, ручна робота (вишивання, малювання, ліпка, плетіння з бісеру, макраме тощо), танцювальний клас, теніс, шахи, шашки, плавальний басейн, гірські лижі, сани, ковзанка, плавання, бойовий гопак, страйкбол, майстер-класи.

### Нормативні документи
- Конвенція ООН про права дитини текст [Архівовано 31 серпня 2013 у Wayback Machine.]
- Про оздоровлення та відпочинок дітей: Верховна Рада України; Закон від 04.09.2008 № 375-VI [Архівовано 4 серпня 2012 у Wayback Machine.]
- Про затвердження Типового положення про дитячий заклад оздоровлення та відпочинку: Кабінет Міністрів України; Постанова, Положення від 28.04.2009 № 422 [Архівовано 31 грудня 2016 у Wayback Machine.]
- Про затвердження Порядку проведення державної атестації дитячих закладів оздоровлення та відпочинку і присвоєння їм відповідних категорій: Кабінет Міністрів України; Постанова, Порядок від 28.04.2009 № 426
- Про затвердження норм харчування у навчальних та оздоровчих закладах: Кабінет Міністрів України; Постанова, Норми від 22.11.2004 № 1591 [Архівовано 8 листопада 2013 у Wayback Machine.]

### Інші
- Державний реєстр дитячих закладів оздоровлення та відпочинку [Архівовано 15 червня 2013 у Wayback Machine.]
- Відео за темою «Дитячий табір»
- Каталоги дитячих таборів:
  -     - Мета [Архівовано 17 серпня 2013 у Wayback Machine.]
    - i.ua
    - childcamp.com.ua — Портал дитячих таборів [Архівовано 20 січня 2021 у Wayback Machine.]
    - parta.com.ua [Архівовано 28 серпня 2013 у Wayback Machine.]
    - Яндекс
    - Моя Вінниця
- Дитячі табори: скільки коштує відпочинок і які потрібні документи / 20хвилин, 07 червня 2013[недоступне посилання з липня 2019]
- Циганкова К. Як відправити дитину саму літаком за кордон / tochka.net, 10.01.2012 08:00 [Архівовано 17 лютого 2014 у Wayback Machine.]
- Зайцев М. Шенгенская виза для детей — инструкция по оформлению / tochka.net, 28.10.2011 08:00 [Архівовано 14 вересня 2013 у Wayback Machine.](рос.)
- Зайцев М. Як організувати подорож, не відходячи від комп'ютера — покрокова інструкція / tochka.net, 12.12.2011 08:00 [Архівовано 29 липня 2013 у Wayback Machine.]
- Горбачева А. Летний отдых для детей: отправляемся на море за здоровьем! / tochka.net, 19.07.2010 12:48 [Архівовано 5 вересня 2013 у Wayback Machine.](рос.)
- Горбачева А. Куда отправиться детям на осенние каникулы (фото, видео) / tochka.net, 28.09.2010 14:37 [Архівовано 17 лютого 2014 у Wayback Machine.]